# Estadio Beto Ávila
El Estadio Sherwin-Williams Beto Ávila es la casa de los Tigres de Quintana Roo, 12 veces campeón de la Liga Mexicana de Beisbol, y está ubicado en Cancún, Quintana Roo.
La directiva felina encabezada por la familia Valenzuela gestionó la más grande remodelación en la historia del recinto caribeño para ampliar su capacidad de 4,500 a 9,785  a 20,000 espectadores, contando con zonas inclusivas, elevadores, suites, y modernas áreas que lo convierten en el estadio más innovador del sureste mexicano desde el año 2024
Fue inaugurado el 23 de noviembre de 1980, nombrado en honor al gran beisbolista mexicano Roberto "Beto" Ávila, y es sede del espectáculo deportivo más importante del caribe mexicano además de los mejores conciertos nacionales e internacionales.

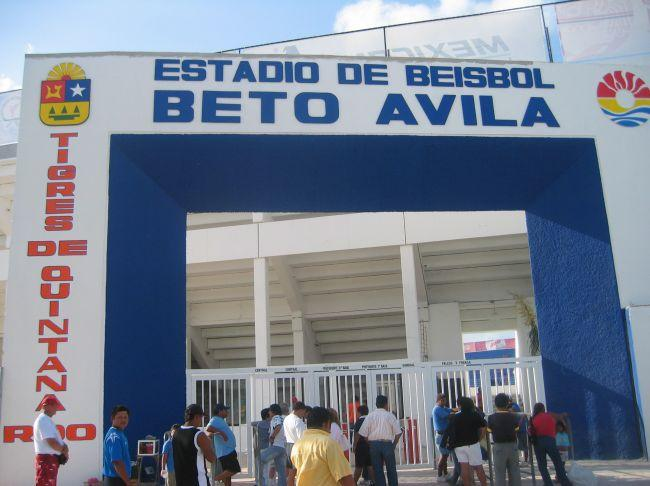
Entrada al Estadio Beto Ávila.

En sus inicios fue sede de Ligas Municipales y la Liga Peninsular con el equipo Marlins de Cancún. Fue hasta enero de 1996, cuando se anunció la llegada de una nueva franquicia de la LMB con el nombre Langosteros de Cancún, que el gobernador del estado en ese entonces, Mario Villanueva Madrid, ordenó los trabajos de remodelación y el estadio se inauguró el 14 de marzo de 1996 en un juego diurno debido a que todavía no se instalaban las torres de iluminación, en el que ganaron los Leones de Yucatán 3-2. Para el 2006, los Langosteros se convirtieron en los Petroleros de Poza Rica y dejaron la ciudad.
En el receso entre las temporadas 2006 y 2007 después de muchas especulaciones, la directiva de los Tigres, que en ese entonces jugaban en Puebla, decidió que el equipo se mudaría de sede a Cancún con el nombre Tigres de Quintana Roo. 